# All for Leyna
〈All for Leyna〉는 빌리 조엘의 1980년 음반 《Glass Houses》에 수록된 곡이다. 〈All for Leyna〉는 영국에서 싱글로 발매되었으며, 영국 싱글 차트에서 40위에 올랐다.
이 곡의 가사는 Leyna라는 소녀를 만나고 원나이트 스탠드 이후 그녀에게 집착하는 주인공의 이야기를 들려준다. 뮤직 비디오는 빌리 조엘과 그의 밴드와 함께 스튜디오에서 제작되었다. 이 비디오는 빌리 조엘이 야마하 CP-80 전기 그랜드 피아노와 오버하임 OB-X 신시사이저를 연주하는 모습을 잘 보여준다.

## 버전 및 커버
뮤직 비디오에 쓰인 음원 버전은 음반 버전과 음원이 다르다.
Gods of Mount Olympus 밴드가 그들의 싱글 〈Visitor〉에서 커버했다.

## 차트
| 1980             | 순위 |
| ---------------- | ---- |
| 스페인 싱글 차트 | 16   |
| 영국 싱글 차트   | 40   |